# Imblattella brunneriana
Imblattella brunneriana är en kackerlacksart som först beskrevs av Henri Saussure 1868.  Imblattella brunneriana ingår i släktet Imblattella och familjen småkackerlackor. Inga underarter finns listade i Catalogue of Life.